# فرماندهی نیروهای زمینی ایالات متحده آمریکا
فرماندهی نیروهای زمینی ایالات متحده آمریکا (انگلیسی: United States Army Forces Command) بزرگترین واحد فرماندهی در ارتش ایالات متحده است، که وظیفه تأمین نیروهای زمینی آماده نبرد و با توان عملیاتی را برای فرماندهی یکپارچه رزمی ایالات متحده آمریکا برعهده دارد. قرارگاه مرکزی فرماندهی نیروهای زمینی ایالات متحده در پایگاه فورت‌برگ، در ایالت کارولینای شمالی مستقر می‌باشد و بیش از ۷۵۰ هزار سرباز از نیروهای فعال ارتش، نیروهای ذخیره ارتش و سربازان گارد ملی ارتش را در بر می‌گیرد.
این فرماندهی در ۱ ژوئیه ۱۹۷۳ از فرماندهی سابق ارتش قاره‌ای که به نوبه خود جایگزین نیروهای میدانی ارتش و نیروهای زمینی ارتش شد، ایجاد گردید.
فرماندهی نیروهای زمینی دارای تشکیلات و واحدهایی است که در ۱۵ پایگاه، از جمله مرکز آموزش ملی فورت ایروین، کالیفرنیا و مرکز آموزش آمادگی مشترک فورت جانسون، لوئیزیانا (فورت پولک سابق) مستقر هستند.